# Llac Urmia
El llac Urmia (en farsi دریاچهٔ ارومیه) és un llac salat de l'Azerbaidjan iranià, al nord-oest de l'Iran, situat al costat est de la ciutat d'Urmia. El llac es troba entre les províncies de l'Azerbaidjan Oriental i l'Azerbaidjan Occidental a l'Iran, i a l'oest de la part sud de la mar Càspia. Té una superfície de 5.200 km², amb una llargària màxima de 140 km, una amplada màxima de 55 km i una profunditat màxima de 16 m. Fins fa unes dècades era el llac més gran d'Orient Mitjà i el tercer llac d'aigua salada més gran del món, però una combinació d'explotació d'aqüífers, preses en els rius tributaris, episodis de sequera i el canvi climàtic han provocat que el llac hagi reduït la seva quantitat d'aigua en més d'un 80%. La major part del llac és un parc nacional i és una reserva de la biosfera de la UNESCO. A la fortalesa de Shahu Tala, en l'illa Shahi, la més gran del llac, és on es va enterrar el 1265 el kan mongol Hülegü.
A finals de 2017, el llac s'havia reduït fins al 10% de la seva mida anterior (i 1/60 del volum d'aigua el 1998) a causa de la sequera general persistent a l'Iran, però també de l'embassament dels rius locals que hi desemboquen i del bombeig d'aigües subterrànies de l'entorn. Aquest període de sequera es va trencar el 2019 i el llac s'està omplint de nou, a causa tant de l'augment de la pluja com de la desviació de l'aigua del riu Zab pel programa de restauració del llac Urmia.
El llac Urmia, juntament amb les seves aproximadament 102 (antigues) illes, està protegit com a parc nacional pel Departament de Medi Ambient iranià.

## Noms i etimologies
Urmia és un nom siri que vol dir "ciutat d'aigua". Antigament s'anomenava Mariane o Shishast en farsi. Els armenis li van dir Kaputan i la regió cap a l'oest va pertànyer al Regne d'Armènia; el segle viii es va islamitzar. Vers 1930, el xa Reza Pahlavi li va canviar el nom a Rezaiyeh (ریاچهٔ رضائیه), però el nom fou eliminat després de la revolució islàmica els anys setanta.

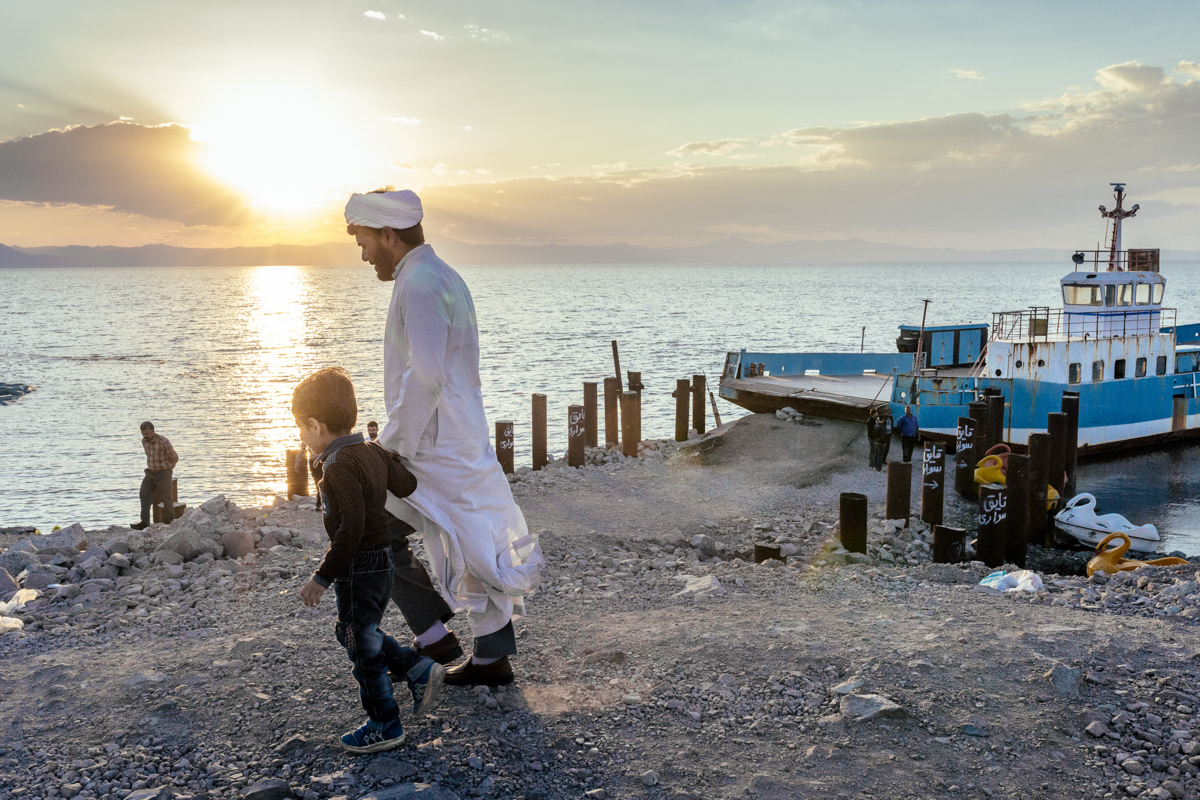
Gent visitant un vaixell al llac Urmia

Richard Nelson Frye va suggerir un origen urartià per al nom, mentre que T. Burrow va connectar l'origen del nom Urmia amb l'indoiraní urmi- "ona" i urmya- "ondulant, ondulat". Una etimologia més probable seria del neorameu assiri - caldeu parlat pel nombre cada cop més reduït de la població cristiana antiga de la propera ciutat d'Urmia, consistent en ur que significa "ciutat" i mia que significa "aigua". Junts, la "ciutat de l'aigua", el que és la ciutat d'Urmia: una ciutat a les aigües del llac homònim. El nom també podria derivar de la combinació de les paraules aramees assiries Ur (ܐܘܪ; un nom comú per a ciutats al voltant de Mesopotàmia, que significa "ciutat") i Mia (siríac: ܡܝܐ ), "Ciutat de l'aigua" referint-se a la ciutat propera.
Localment, el llac es coneix en persa com Daryâče-ye Orumiye (دریاچهٔ ارومیه), en àzeri com Urmu gölü (اۇرمۇ گؤلۆ), i en kurd com Deryaçeya Wirmê. El nom tradicional armeni és Kaputan tsov (Կապուտան ծով), literalment "mar blau". Els residents de l'illa Shahi es refereixen al llac en àzeri com Daryā (دریا, que significa "Mar").
El seu nom persa antic era Chichast, que significa "brillant", una referència a les partícules minerals brillants suspeses a l'aigua del llac i que es troben al llarg de les seves ribes. A l'època medieval va arribar a ser conegut com el llac Spauta o el llac Kabuda (Kabodan) a la geografia armènia de la paraula per "atzur" en persa, o kapuyt (կապույտ.) en armeni.

## Arqueologia i història

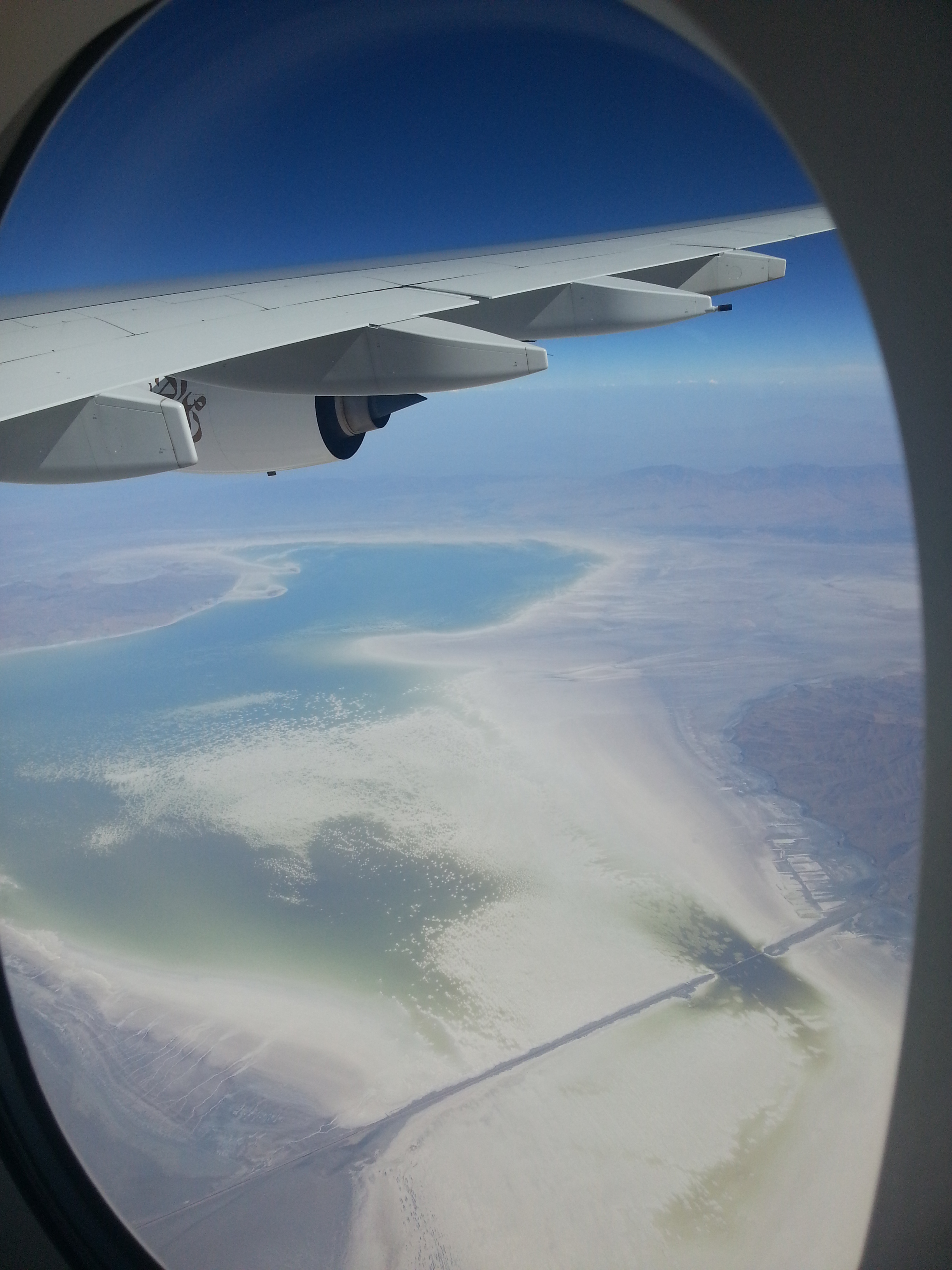
Llac Urmia, nord-oest de l'Iran, setembre de 2015

La regió del llac Urmia té una gran quantitat de jaciments arqueològics que es remunten al Neolític. Les excavacions arqueològiques dels assentaments de la zona han trobat artefactes que daten d'uns 7.000 aC i posteriors.
Les excavacions al jaciment arqueològic de Teppe Hasanlu al sud-oest del llac Urmia també van revelar habitatges que es remunten al VI mil·lenni aC.
Un jaciment relacionat és Yanik Tepe, a la riba est del llac Urmia, que ha estat excavat a les dècades de 1950 i 1960 per CA Burney.
Un altre lloc important de la zona, d'aproximadament la mateixa època, és Hajji Firuz Tepe, on es van descobrir algunes de les evidències arqueològiques més antigues del vi a base de raïm.
Kul Tepe Jolfa és un lloc al comtat de Jolfa a uns 10 km al sud del riu Araxes. Data del període calcolític (5000-4500 aC).
Els kurgans de Se Girdan es troben a la riba sud del llac Urmia. Alguns d'ells van ser excavats els anys 1968 i 1970 per O. Muscarella. Ara s'han dadat a la segona meitat del IV mil·lenni, tot i que originàriament es pensava que eren molt més joves.
Una de les primeres mencions del llac Urmia prové dels registres assiris del segle ix aC. Allà, en els registres del regnat de Salmanassar III (858–824 aC), s'esmenten dos noms a la zona del llac Urmia: Parsuwaš (és a dir, els perses) i Matai (és a dir, el Mitanni). No està del tot clar si aquests es referien a llocs o tribus, o quina era la seva relació amb la llista posterior de noms personals i "reis". Però els Matai eren medes i lingüísticament el nom Parsuwaš coincideix amb la paraula persa antiga pārsa, una designació etnolingüística aquemènida.
El llac era el centre del Regne Manna. Un assentament potencial de Manna, representat pel túmul en ruïnes d’Hasanlu, es trobava al costat sud del llac. Manna va ser envaït pels Matiani o Matieni, un poble iranià identificat de diferents maneres com a escites, saces, sàrmates o cimmeris. No és clar si el llac va prendre el seu nom de la gent o la gent del llac, però el país va passar a anomenar-se Matiene o Matiane, i va donar al llac el seu nom llatí.
La batalla d'Urmia es va lliurar prop del llac el 1604, durant la guerra otomano-safàvida de 1603-1618.
En els darrers cinc-cents anys, l'àrea al voltant del llac Urmia ha estat la llar d'àzeris, kurds, iranians, assiris i armenis.

## Química
Els principals cations de l'aigua del llac inclouen Na+, K +, Ca2+, Li + i Mg2+, mentre que Cl−, SO 2−
4 2−
4, HCO −
3 −
3 són els anions principals. La concentració de Na + i Cl − és aproximadament quatre vegades la concentració de l'aigua de mar natural. Els ions de sodi es troben a una concentració lleugerament més alta al sud en comparació amb el nord del llac, cosa que podria resultar de la poca profunditat al sud i una taxa d'evaporació neta més alta.
El llac es divideix en nord i sud, separats pel pont del llac Urmia i la seva calçada associada, que es va completar el 2008. El pont només ofereix 1,5 km de buit en el terraplè, permetent poc intercanvi d'aigua entre els dos trams. A causa de la sequera i l'augment de la demanda d’aigua agrícola a la conca del llac, la salinitat del llac ha augmentat a més de 300 g/L durant els darrers anys, i grans àrees del llit del llac s'han dessecat.

## Ecologia

### Paleoecologia
Una investigació palinològica sobre nuclis llargs del llac Urmia ha revelat un registre de gairebé 200 kir de vegetació i canvis de nivell del llac. La vegetació ha canviat des de les estepes d'Artemisia /herba durant els períodes glacials/ estadials, a boscos esteparis de roure-ginebre durant els períodes interglacials /interestadials. El llac ha tingut una història hidrològica complexa i els seus nivells d'aigua han fluctuat molt en la història geològica. S'han suggerit nivells de llacs molt alts durant alguns intervals de temps durant els dos últims períodes glacials, així com durant l'últim interglacial i l'Holocè. Els nivells més baixos dels llacs s'han produït durant els últims períodes glacials.

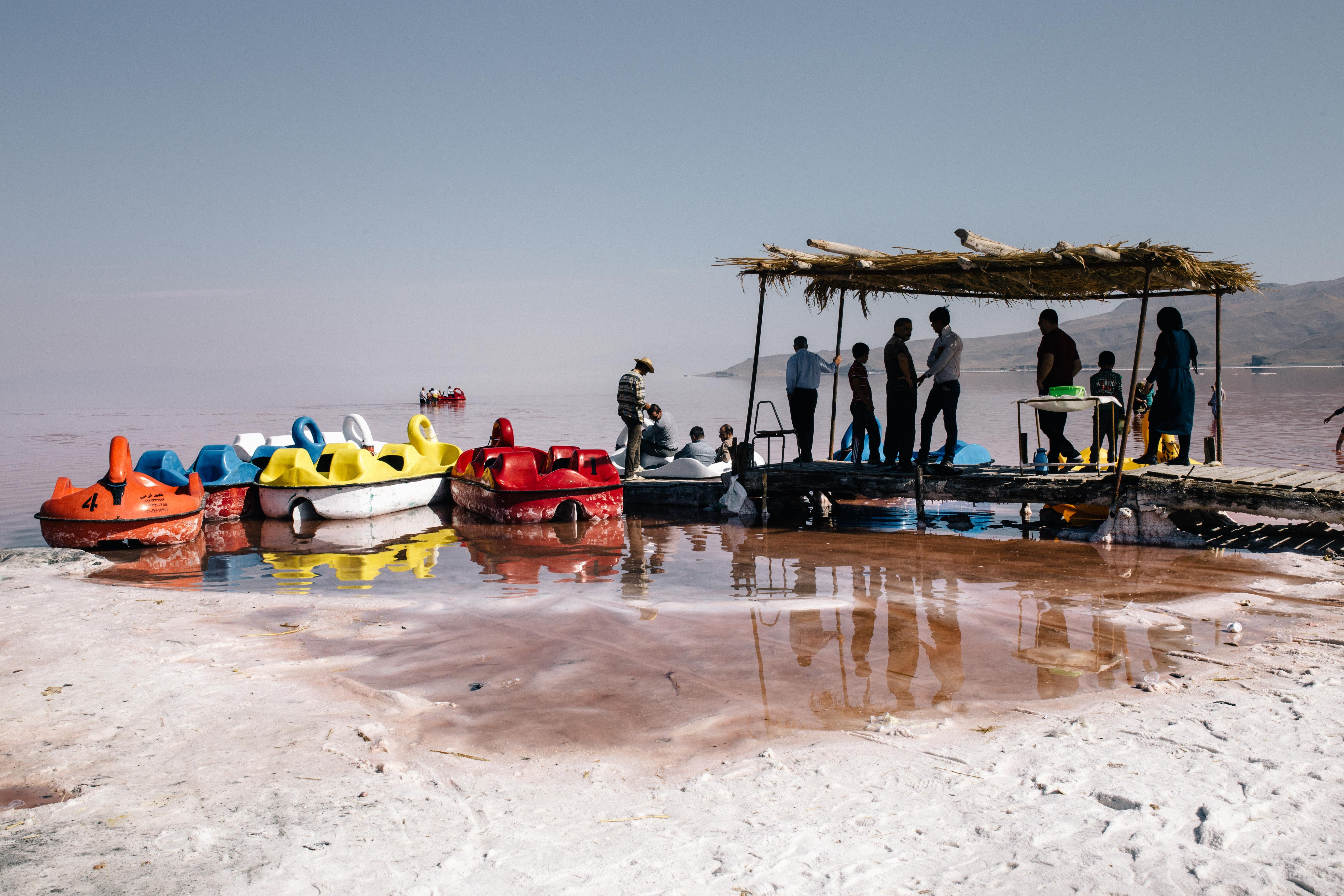
Els dies festius la gent ve a veure el llac Urmia al voltant de l'autopista "Shahid Kalantari" que encara té aigua. L'autopista de 15 km es va construir assecant el 85% del límit entre els costats occidental i oriental del llac. La construcció de l'autopista ha desconnectat les meitats nord i sud del llac i ha fet canvis naturals i fonamentals en les característiques hidrodinàmiques i ecològiques de la regió del llac.

### Ecologia moderna
D'acord amb les últimes llistes de verificació de la biodiversitat del llac Urmia el 2014 i el 2016, és la llar de 62 espècies d'arqueus i bacteris, 42 espècies de microfongs, 20 espècies de fitoplàncton, 311 espècies de plantes, cinc espècies de mol·luscs, 226 espècies d'ocells, 27 espècies d'amfibis i rèptils i 24 espècies de mamífers (s'han registrat 47 fòssils a la zona).
El llac Urmia és una àrea protegida registrada internacionalment com a Reserva de la Biosfera de la UNESCO i lloc Ramsar. El Departament de Medi Ambient iranià ha designat la major part del llac com a Parc Nacional.
El llac està marcat per més d'un centenar de petites illes rocoses, que serveixen de punts d'escala durant les migracions d'una sèrie d'espècies d'ocells, com ara flamencs, pelicans, platelees, ibis, cigonyes, tadornes, avocetes, himantopus i gavines. Una sequera recent ha disminuït significativament la quantitat anual d'aigua que rep el llac. Això, al seu torn, ha augmentat la salinitat de l'aigua del llac, reduint la seva viabilitat com a llar de milers d'aus migratòries, entre les quals hi ha grans poblacions de flamencs. La salinitat ha augmentat particularment a la meitat del llac al nord del pont del llac Urmia.
En virtut de la seva alta salinitat, el llac ja no conté cap espècie de peix. No obstant això, el llac Urmia es considera un hàbitat natural important d'Artèmia, que serveix com a font d'aliment per a les aus migratòries com els flamencs. A principis de 2013, el llavors cap del Centre de Recerca d'Artemia iranià va informar que l'Artemia urmiana s'havia extingit a causa dels augments dràstics de la salinitat. No obstant això, aquesta avaluació s'ha contradit, i recentment s'ha descobert una altra població d'aquesta espècie al llac salat Koyashskoye a la península de Crimea.

### Caiguda del nivell i augment de la salinitat
El llac és una barrera important entre Urmia i Tabriz, dues de les ciutats més importants de les províncies de l'Azerbaidjan Occidental i l'Azerbaidjan Oriental. Un projecte per construir una carretera a través del llac es va iniciar a la dècada de 1970, però es va abandonar després de la revolució iraniana de 1979, deixant uns 15 km de calçada amb una bretxa sense pont. El projecte es va recuperar a principis dels anys 2000 i es va completar el novembre de 2008 amb l'obertura d'1,5 km del pont del llac Urmia. L'entorn altament salí ja està oxidant molt l'acer del pont malgrat el tractament anticorrosió. Els experts han advertit que la construcció de la calçada i del pont, juntament amb una sèrie de factors ecològics, acabaran provocant l'assecament de l'estany, convertint-lo en una salina, que afectarà negativament el clima de la regió.

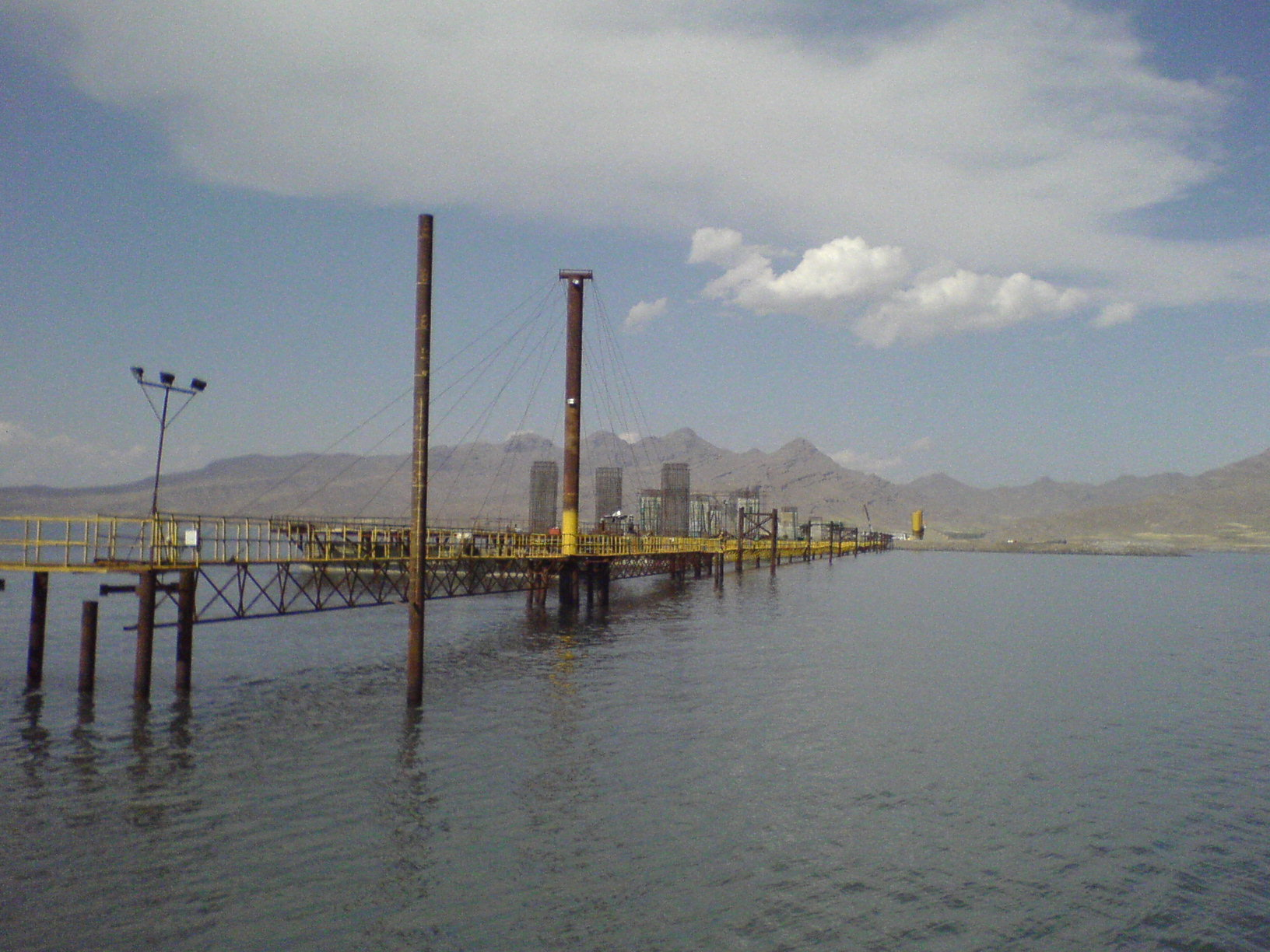
Construcció d'un pont sobre el llac Urmia el 2005

El llac Urmia s'ha anat reduint durant molt de temps, amb una taxa d'evaporació anual de 0,6 a 1 m. Tot i que ara s'estan prenent mesures per invertir la tendència el llac s'ha reduït un 60% i podria desaparèixer del tot. Només queda un 5% de l'aigua del llac.
El 2 d'agost de 2012, Muhammad-Javad Muhammadizadeh, el cap de l'Organització de Protecció del Medi Ambient de l'Iran, va anunciar que Armènia havia acceptat transferir aigua d'Armènia per contrarestar la caiguda crítica del nivell de l'aigua del llac Urmia, remarcant que "el temps càlid i la manca de precipitacions han portat el llac als nivells d'aigua més baixos mai registrats". Va afegir que els plans de recuperació del llac inclouen la transferència d'aigua de la província oriental de l'Azerbaidjan. Anteriorment, les autoritats iranianes havien anunciat un pla per transferir aigua del riu Araxes, que limita amb l'Iran i l'Azerbaidjan, però el pla, amb un cost de 950.000 milions de tomans iranians, es va abandonar a causa de les objeccions de l'Azerbaidjan.
El juliol de 2014, el president de l'Iran, Hassan Rouhani, va aprovar els plans per a un programa de 14 bilions de rials (més de 500 milions de dòlars) el primer any d'un pla de recuperació. Se suposa que els diners s'utilitzaran per a la gestió de l'aigua, la reducció del consum d'aigua dels agricultors i la restauració del medi ambient. Uns mesos abans, el març de 2014, el Departament de Medi Ambient de l'Iran i el Programa de les Nacions Unides per al Desenvolupament (PNUD) van publicar un pla per salvar el llac i la zona humida propera, que demanava gastar 225 milions de dòlars el primer any i 1.300 milions de dòlars en total per a la restauració.
A partir del 2016, l'Organització de les Nacions Unides per a l'Agricultura i l'Alimentació (FAO) i el Programa de Restauració del Llac Urmia (ULRP) es van apuntar a un projecte finançat pel govern del Japó titulat "Un programa integrat per a la gestió sostenible dels recursos hídrics a la conca del llac Urmia". Per donar suport a ULRP en el seu objectiu de restaurar el llac Urmia. El projecte va establir un marc multidisciplinari que cobreix diverses àrees clau interrelacionades i pretén tenir cinc resultats: 1. Un sistema avançat de comptabilitat de l'aigua (WA) per a tota la conca del llac Urmia; 2. Un sistema de gestió de la sequera basat en l'avaluació del risc/vulnerabilitat i la resposta de preparació per a la conca; 3. Un programa de subsistència socioeconòmica amb alternatives viables i sostenibles a les activitats agrícoles actuals aigües amunt del llac per reduir significativament el consum d'aigua alhora que es mantenen els ingressos i els mitjans de subsistència de les comunitats afectades; 4. Un programa de gestió integrada de conques hidrogràfiques (WM); Un programa de desenvolupament de capacitats per enfortir les parts interessades a diferents nivells.
La presa de Silveh al comtat de Piranshahr hauria d'estar acabada el 2015. A través d'un túnel i canals es traslladarà fins a 121.700.000 m³ d'aigua anualment des del riu Lavin a la conca del Zab Inferior fins a la conca del llac Urmia.
El 2015, el gabinet del president Hassan Rouhani va aprovar 660 milions de dòlars per millorar els sistemes de reg i mesures per combatre la desertificació.
El setembre de 2018, un grup de treball encarregat de reviure el llac Urmia ha començat a cultivar dos tipus de plantes per salvar la regió de les partícules de sal. Les dues plantes són Nitraria o Karadagh i Tamarix o Shoorgaz, que es planten a les terres del poble de Jabal Kandi al comtat d'Urmia, per frenar el vent que porta les partícules de sal.

### Protestes ecologistes
La perspectiva que el llac Urmia s'assequi completament ha provocat protestes a l'Iran i a l'estranger, dirigides tant als governs regionals com nacionals. Les protestes van esclatar a finals d'agost de 2011 després que el parlament iranià votés no proporcionar fons per canalitzar l'aigua de l'Araxes per elevar el nivell del llac. Pel que sembla, el parlament va proposar, en canvi, traslladar la gent que vivia al voltant del llac Urmia.
Més de 30 activistes van ser detinguts el 24 d'agost de 2011 durant un àpat iftar. En absència del dret a protestar públicament a l'Iran, els manifestants han incorporat els seus missatges als càntics dels partits de futbol. El 25 d'agost, diversos aficionats al futbol van ser detinguts abans i després del partit de derbi entre el Tractor SC Tabriz i el Shahrdari Tabriz FC per cridar consignes a favor de protegir el llac, com ara "El llac Urmia s'està morint, el Majlis [parlament] ordena la seva execució".
Més manifestacions van tenir lloc als carrers de Tabriz i Urmia el 27 d'agost i el 3 de setembre de 2011. El vídeo d'aficionats d'aquests esdeveniments mostrava policies antiavalots amb motocicletes atacant a manifestants aparentment pacífics. Segons el governador de l'Azerbaidjan Occidental, almenys 60 partidaris del llac van ser arrestats a Urmia, i desenes a Tabriz, perquè no havien sol·licitat un permís per organitzar una manifestació.
L'efecte del canvi climàtic sobre el llac ha estat àmpliament cobert pel fotoperiodista iranià Solmaz Daryani.

## Illes
El llac Urmia tenia aproximadament 102 illes. L'illa de Shahi va ser històricament la més gran del llac. Tanmateix, es va convertir en una península connectada amb la riba oriental quan el nivell del llac va baixar.
L'illa de Shahi és el lloc d'enterrament tant de Hülegü (un dels néts de Genguis Kan) com del fill d'Hulagu Abaqa. Tots dos khans van ser enterrats en un castell a més de 1000 m, als penya-segats al llarg de la costa de l'illa.
El 1967, el Departament de Medi Ambient iranià va enviar un equip de científics per estudiar l'ecologia de l'illa Shahi. Javad Hashemi va publicar diversos resultats de l'estudi, que incloïa els hàbits de cria de l'Artèmia a la revista científica Iranian Scientific Sokhan. A les illes es va introduir un ramat d'antílops i gaseles iranians, alguns dels quals sobreviuen fins als nostres dies. Els lleopards perses que també es van introduir per comprovar el nombre d'aquests antílops van sobreviure durant anys, i es van extingir en algun moment de la dècada de 1980.

## Rius de conca
El llac Urmia és alimentat per 13 rius permanents i moltes fonts petites, i també per precipitacions directament al llac. Gairebé la meitat de l'entrada prové del riu Zarrineh i el riu Simineh. No hi ha cap sortida del llac, de manera que l'aigua només es perd per evaporació.

## En la cultura popular
El llac Urmia va ser l'escenari de la pel·lícula iraniana The White Meadows (2009), que presentava terres d'aspecte fantàstic adjacents a un mar salat. Hi ha moltes cançons populars sobre el llac Urmia en àzeri, com ara "Urmu Gölü Lay Lay".